# Armata przeciwlotnicza

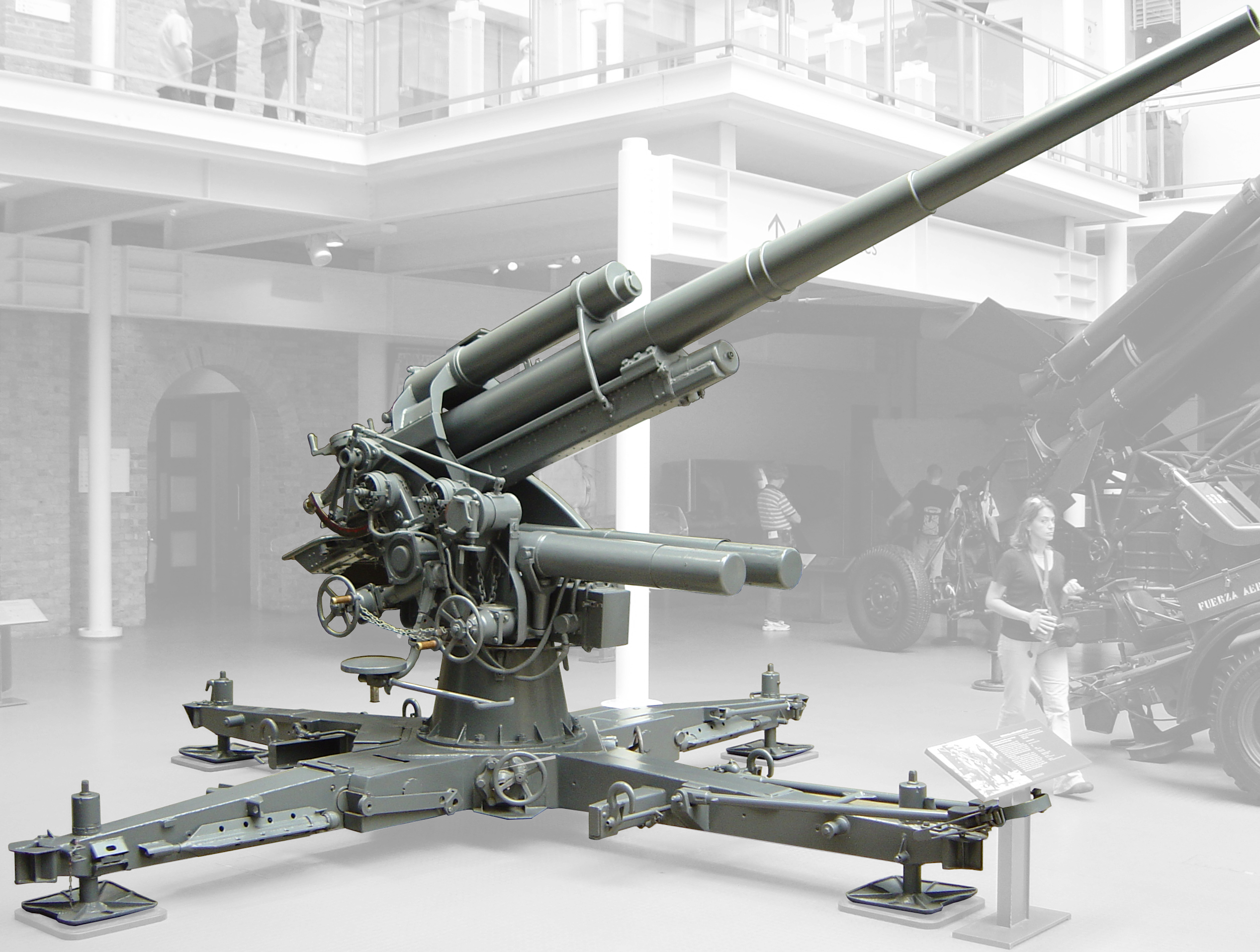
Armata przeciwlotnicza Flak 36

Armata przeciwlotnicza (armata plot) – armata przeznaczona do zwalczania celów powietrznych. Najczęściej o kalibrze 20-130 mm, przy czym zwyczajowo armaty przeciwlotnicze o mniejszym kalibrze (do 37–40 mm) określa się mianem działek przeciwlotniczych.
W niektórych przypadkach armaty przeciwlotnicze wykorzystywane są również jako broń do zwalczania pojazdów naziemnych, gdyż ze względu na wysoką prędkość wystrzeliwanych pocisków sprawdzają się jako broń przeciwpancerna. Najbardziej znanym przykładem wykorzystywania ich w tym charakterze jest niemieckia armata przeciwlotnicza Flak 18 kalibru 88 mm z okresu II wojny światowej. Podczas tego samego konfliktu jako dział przeciwlotniczych używano również dział artylerii głównej okrętów. Największymi działami użytymi w charakterze przeciwlotniczym były armaty japońskich pancerników typu „Yamato” (kalibru 460 mm) strzelające amunicją rozpryskową (Sanshikidan).